# Veszélyes Tini kalandjai
A Veszélyes Tini kalandjai (eredeti cím: The Adventures of Kid Danger) 2018-ban vetített amerikai televíziós 2D-s számítógépes animációs vígjátéksorozat, amelynek alkotója Dan Schneider. A Veszélyes Henry című filmsorozat alapján készült animációs változata.
Amerikában 2018. január 15-én a Nickelodeon, míg Magyarországon a Nicktoons mutatta be 2019. április 1-én.

## Ismertető
A sorozat már a Veszélyes Henryből jól megismert szereplők (Veszélyes tini, Hős kapitány, Charlotte, Jasper) újabb kalandjait mutatja be animációs formában. Van mikor gonosztevőkkel harcolnak, hogy megvédjék Swellview-t vagy csak szimplán szórakoznak.

## Szereplők
| Szereplő                   | Eredeti hang           | Magyar hang       |
| -------------------------- | ---------------------- | ----------------- |
| Henry Hart/Veszélyes Tini  | Jace Norman            | Pál Dániel Máté   |
| Ray Manchester/Hőskapitány | Cooper Barnes          | Széles Tamás      |
| Schwoz                     | Michael D. Cohen       | Pálfai Péter      |
| Charlotte                  | Riele Downs            | Györke Laura      |
| Jasper                     | Sean Ryan Fox          | Nagy Gereben      |
| Piper                      | Ella Anderson          | Gyarmati Laura    |
| Mr. Hart                   | Jeffrey Nicholas Brown | Karácsonyi Zoltán |

### Magyar változat
- Bemondó: Endrédi Máté
- Magyar szöveg: Csányi Zita
- Gyártásvezető: Derzsi Kovács Éva
- Vágó: Pilipár Éva, Kránitz Bence
- Hangmérnök: Weichinger Kálmán
- Szinkronrendező: Dezsőffy Rajz Katalin
- Produkciós vezető: Koleszár Emőke
- A szinkront az SDI Media Hungary készítette.

## Epizódok
| #   | Eredeti cím          | Magyar cím            | Rendezte                      | Írta                                           | Eredeti premier   | Magyar premier    |
| --- | -------------------- | --------------------- | ----------------------------- | ---------------------------------------------- | ----------------- | ----------------- |
| 1.  | Popcorn Monster      | Popcorn szörny        | Donovan Cook                  | Dan Schneider                                  | 2018. január 15.  | 2019. április 6.  |
| 1.  | Game of Drones       | Drónok harca          | Régis Camargo és Zac Moncrief | Dan Schneider, Sean Gill és Jana Petrosini     | 2018. január 15.  | 2019. április 6.  |
| 2.  | Clone Babies         | Klón bébik            | Ashley Long                   | Dan Schneider és Jake Farrow                   | 2018. január 26.  | 2019. április 7.  |
| 2.  | Flying Spiders       | Repülő pókok          | Damil Bryant                  | Dan Schneider                                  | 2018. január 26.  | 2019. április 7.  |
| 3.  | Texas Weiners        | Texas virsli          | Damil Bryant                  | Dan Schneider és Joe Sullivan                  | 2018. február 2.  | 2019. április 6.  |
| 3.  | YooHoo Tube          | Juhuuu-tube           | Donovan Cook                  | Dan Schneider és Dave Malkoff                  | 2018. február 2.  | 2019. április 1.  |
| 4.  | OctoCharlotte        | Polip-Charlotte       | Régis Camargo és Zac Moncrief | Dan Schneider és Andrew Reese Thomas           | 2018. február 9.  | 2019. április 2.  |
| 4.  | Trouble in Tropikini | Baj Tropikinin        | Ashley Long                   | Dan Schneider és Samantha Martin               | 2018. február 9.  | 2019. április 3.  |
| 5.  | Fish Talker          | Haltolmács            | Damil Bryant                  | Dan Schneider, Sean Gill és Jana Petrosini     | 2018. február 16. | 2019. április 4.  |
| 5.  | Wet Doom             | Vízvégzet             | Donovan Cook                  | Dan Schneider, Ben Adams és Sam Becker         | 2018. február 16. | 2019. április 5.  |
| 6.  | The Sushi Sitter     | Sushiülőke            | Ashley Long                   | Dan Schneider és Rich Goodman                  | 2018. május 5.    | 2019. április 8.  |
| 6.  | Cheer Beast          | Mazsolett szörny      | Régis Camargo és Zac Moncrief | Dan Schneider és Jake Farrow                   | 2018. május 5.    | 2019. április 9.  |
| 7.  | Tiny Toddler         | Totyogó               | Régis Camargo és Zac Moncrief | Dan Schneider, Curt Neill és Michael C. Rogers | 2018. május 12.   | 2019. április 10. |
| 7.  | Magical Beefery Tour | Hús faló szellem túra | Damil Bryant                  | Dan Schneider és Daniel Warren                 | 2018. május 12.   | 2019. április 11. |
| 8.  | The Wahoo Punch Bro  | Juhu puncs ürü        | Donovan Cook                  | Dan Schneider, Sean Gill és Jana Petrosini     | 2018. május 19.   | 2019. április 12. |
| 8.  | Pink Rocket          | Rózsaszín moped       | Ashley Long                   | Dan Schneider és Jake Farrow                   | 2018. május 19.   | 2019. április 15. |
| 9.  | Snooze Pods          | Szunditöltök          | Damil Bryant                  | Dan Schneider, Sean Gill és Jana Petrosini     | 2018. június 11.  | 2019. április 13. |
| 9.  | Sticky Vicky         | Enyves Viki           | Régis Camargo és Zac Moncrief | Dan Schneider, Sean Gill és Jana Petrosini     | 2018. június 14.  | 2019. április 13. |
| 10. | Mad Wax              | Panoptikum pánik      | Donovan Cook                  | Dan Schneider és Alejandro Bien-Willner        | 2018. június 12.  | 2019. április 6.  |
| 10. | Fails                | Ciki                  | Ashley Long                   | Dan Schneider, Sean Gill és Jana Petrosini     | 2018. június 13.  | 2019. április 6.  |